# Deutsche Meisterschaften 1932
Als Deutsche Meisterschaft(en) 1932 oder DM 1932 bezeichnet man folgende Deutsche Meisterschaften, die im Jahr 1932 stattgefunden haben: 
- Deutsche Eishockey-Meisterschaft 1932
- Deutsche Leichtathletik-Meisterschaften 1932
- Deutsche Fechtmeisterschaften 1932
- Deutsche Schwimmmeisterschaften 1932
- Deutsche Turnmeisterschaften 1932
- Deutsches Meisterschaftsrudern 1932
- Deutsche Tischtennis-Meisterschaft 1932